# تشارلز باتشمان
تشارلز باتشمان (بالإنجليزية: Charles Bachman)‏ (ولد في 11 سبتمبر 1924 - 13 يوليو 2017) عالم حاسوب أمريكي، اشتهر بعمله في مجال علم الحاسوب وأنظمة إدارة قواعد البيانات، فاز بجائزة تورنغ في عام 1973.